# Anna Spielmann
Anna Spielmann (* 10. April 1998 in Zams) ist eine österreichische Mountainbikerin.

## Werdegang
Spielmann setzte sich 2011 als Nachwuchsbikerin im U15-Bereich in der Tiroler Meisterschaftswertung durch. Sie wurde 2014 U17-Vize-Europameisterin. Im Juli 2016 landete sie in der U19-Klasse auf dem vierten Platz bei den Mountainbike-Weltmeisterschaften 2016 in Nové Město na Moravě (Tschechien). 2016 erreichte Spielmann mehrere Podiumsplätze im Junioren-Weltcup. Bis 2016 gehörte sie zum Haibike Ötztal Pro-Team. 2017 erreichte sie den 9. Platz beim Weltcup in Andorra (Vallnord). 
Im Juli 2017 wurde sie Vize-Staatsmeisterin Cross Country hinter der Tirolerin Elisabeth Osl. 
Spielmann ist aktive Sportlerin des Heeressportzentrums des Österreichischen Bundesheers und trainiert im Heeresleistungszentrum Innsbruck. Als Heeressportlerin trägt sie derzeit den Dienstgrad Korporal.
Seit 2023 steht Spielmann bei HAIBIKE unter Vertrag. 2023 gewann Spielmann in Barcelona die Abschluss-Veranstaltung des UCI-E-Mountainbike-Weltcups. Zudem gewann Spielmann die E-Bike World Tour in Verbier. Gemeinsam mit Lukas Pöstlberger ist sie in Innsbruck wohnhaft. 

## Erfolge (Auswahl)
- 2011: 1. Platz im U15-Bereich in der Tiroler Meisterschaftswertung[1]
- 2014: U17-Vize-Europameisterin[8]
- 2015: 4. Platz beim Junioren-Weltcup in Dänemark[9]
- 2015: Gewinnerin ihrer Altersklasse beim Cross Country in der Austrian-Mountainbike-Liga[10]
- 2016: 1. Platz beim Swiss Bike Cup in Basel[11]
- 2016: 3. Platz beim Weltcup in Albstadt, Juniorinnen[5]
- 2016: 5. Platz Weltmeisterschaft Nove Mesto, Juniorinnen[3]
- 2016: 8. Platz Europameisterschaft Huskvarna (Schweden), Juniorinnen[12]
- 2017: 2. Platz beim Mountainbike XCO-Staatsmeisterschaft Koppl[13]
- 2017: 12. Platz Europameisterschaft Darfo, U23[14]
- 2017: 9. Platz Weltcup Andorra, U23[14]
- 2018: Austria-Cup-Gesamtsiegerin[15]
- 2023: 1. Platz E-Bike World Tour in Verbier[7]